# Petka, Lazarevac
Petka (izvirno srbsko Петка) je naselje v Srbiji, ki upravno spada pod Mestno občino Lazarevac; slednja pa je del Mesta Beograd.

## Demografija
V naselju živi 908 polnoletnih prebivalcev, pri čemer je njihova povprečna starost 36,8 let (36,7 pri moških in 36,8 pri ženskah). Naselje ima 338 gospodinjstev, pri čemer je povprečno število članov na gospodinjstvo 3,52.
To naselje je, glede na rezultate popisa iz leta 2002, večinoma srbsko.
|  |

| Demografija | Demografija     | Demografija     |
| Leto        | Št. prebivalcev | Št. prebivalcev |
| ----------- | --------------- | --------------- |
|             |                 |                 |
|             |                 |                 |
|             |                 |                 |
|             |                 |                 |
| 1948        | 711             |                 |
| 1953        | 720             |                 |
| 1961        | 776             |                 |
| 1971        | 1105            |                 |
| 1981        | 854             |                 |
| 1991        | 1065            | 1055            |
| 2002        | 1193            | 1191            |
|             |                 |                 |

| Etnična sestava po popisu iz leta 2002 | Etnična sestava po popisu iz leta 2002 | Etnična sestava po popisu iz leta 2002 | Etnična sestava po popisu iz leta 2002 | Etnična sestava po popisu iz leta 2002 |
| -------------------------------------- | -------------------------------------- | -------------------------------------- | -------------------------------------- | -------------------------------------- |
| Srbi                                   | Srbi                                   |                                        | 1.144                                  | 96,05%                                 |
| Slovenci                               | Slovenci                               |                                        | 1                                      | 0,08%                                  |
| Slovaki                                | Slovaki                                |                                        | 1                                      | 0,08%                                  |
| Romi                                   | Romi                                   |                                        | 1                                      | 0,08%                                  |
| Neznano                                | Neznano                                |                                        | 44                                     | 3,69%                                  |